# وزیر بازرگانی
وزیر بازرگانی (گاهی وزیر کسب وکار ،وزیر صنعت، وزیر تجارت یا وزیر تجارت بین‌الملل ) سمتی در بسیاری از دولت‌ها است که مسئولیت تنظیم تجارت خارجی و ارتقای رشد اقتصادی (سیاست تجاری) را بر عهده دارد. در بسیاری از کشورها، این نقش جدا از وزیر دارایی است که مسئولیت‌های بودجه ای بیشتری دارد.
نمونه‌های قابل توجه عبارتند از:
- وزارت بازرگانی ایران
- افغانستان: وزیر تجارت و صنایع (افغانستان)
- { استرالیا: وزیر تجارت
- بنگلادش: وزیر بازرگانی بنگلادش
- برزیل: وزارت توسعه، صنعت و تجارت خارجی (برزیل)
- برونئی: وزارت دارایی و اقتصاد
- کامبوج: وزارت بازرگانی (کامبوج)
- کانادا: وزیر تجارت بین‌الملل
- چین: وزیر بازرگانی (جمهوری خلق چین)
- دانمارک: وزارت امور اقتصادی و بازرگانی
- جمهوری دومینیکن: وزارت صنعت و بازرگانی
- : کمیسر تجارت
- فرانسه: وزیر بازرگانی (فرانسه)
- آلمان: وزارت فدرال امور اقتصادی و انرژی
- هنگ کنگ: وزیر بازرگانی و توسعه اقتصادی
- ایسلند: وزیر بازرگانی (ایسلند)
- هند: وزیر بازرگانی و صنعت
- اندونزی: وزیر بازرگانی
- جمهوری ایرلند: وزیر سرمایه‌گذاری، تجارت و اشتغال
- عراق: وزیر بازرگانی
- اسرائیل: وزیر صنعت، تجارت و کار اسرائیل
- ایتالیا: وزیر اقتصاد و دارایی
- ژاپن: وزارت اقتصاد، تجارت و صنعت
- لیتوانی: وزارت اقتصاد
- مقدونیه شمالی: وزارت اقتصاد
- مالزی: وزارت تجارت و صنعت بین‌المللی
- هلند: وزیر امور اقتصادی، کشاورزی و نوآوری
- نیوزیلند: وزیر بازرگانی و امور مصرف‌کننده
- کره شمالی: وزیر بازرگانی[۲]
- پرو: وزارت بازرگانی و گردشگری خارجی
- فیلیپین: وزارت تجارت و صنعت
- رومانی: وزیر اقتصاد، بازرگانی و محیط تجاری (رومانی)
- آفریقای جنوبی: وزیر تجارت، صنعت و رقابت
- تونگا: وزیر کار، بازرگانی و صنایع (تونگا)
- ترکیه: وزارت بازرگانی
- اتحاد جماهیر شوروی: وزارت بازرگانی اتحاد جماهیر شوروی
- اسپانیا: وزارت صنعت، تجارت و گردشگری
- سوئیس: وزارت امور اقتصادی فدرال
- تایلند: وزارت بازرگانی
- بریتانیا: وزیر امور خارجه در امور بازرگانی، انرژی و استراتژی صنعتی و وزیر امور خارجه برای تجارت بین‌الملل
  - ایرلند شمالی:
    - وزیر اقتصاد
    - وزیر بازرگانی (ایرلند شمالی)
- ایالات متحده آمریکا: وزیر بازرگانی
  -  اکلاهما اکلاهما: مدیر اجرایی وزارت بازرگانی
- ویتنام: وزیر صنعت و تجارت